# Stiftung bei Leonfelden
Stiftung bei Leonfelden ist eine Katastralgemeinde in der Stadtgemeinde Bad Leonfelden im Mühlviertel in Oberösterreich. Bis 1938 war Stiftung bei Leonfelden eine eigenständige Gemeinde.

## Geographie
Die Katastralgemeinde Stiftung bei Leonfelden erstreckt sich über eine Fläche von 1106,35 Hektar. In ihr liegen die Ortschaften Oberstiftung, Unterstiftung und Weinzierl sowie die zur Ortschaft Rading gehörenden Siedlungen Appenau und Zuckermantl.

## Geschichte
Der Ortsname wurde im Jahr 1356 als in der Stifftůng urkundlich erwähnt. Er leitet sich vom mittelhochdeutschen stift für ‚Pachtzins‘ ab und bezieht sich auf eine Ansetzung von Zinsbauern.
Stiftung bei Leonfelden war bis 1938 eine eigenständige Gemeinde. Als ihre Bürgermeister amtierten:
- Johann Grasböck (von 1850 bis 1854)
- Mathias Schenkenfelder (von 1855 bis 1861)
- Mathias Ratzenböck (von 1861 bis 1867)
- Friedrich Manzenreither (von 1867 bis 1894, bestätigt 1876 und 1855)
- Josef Hochreiter (von 1894 bis 1903)
- Michael Altmüller (von 1903 bis 1923)
- Leopold Mülleder (von 1924 bis 1928)
- Josef Hochreiter (von 1929 bis 1938)[5]

Im Jahr 1939 wurde Stiftung bei Leonfelden in Bad Leonfelden eingemeindet.

## Kultur und Sehenswürdigkeiten
Neben dem Hof Weinzierl Nr. 1 steht eine Giebelkapelle, die mit der Jahreszahl 1815 bezeichnet ist.

## Infrastruktur

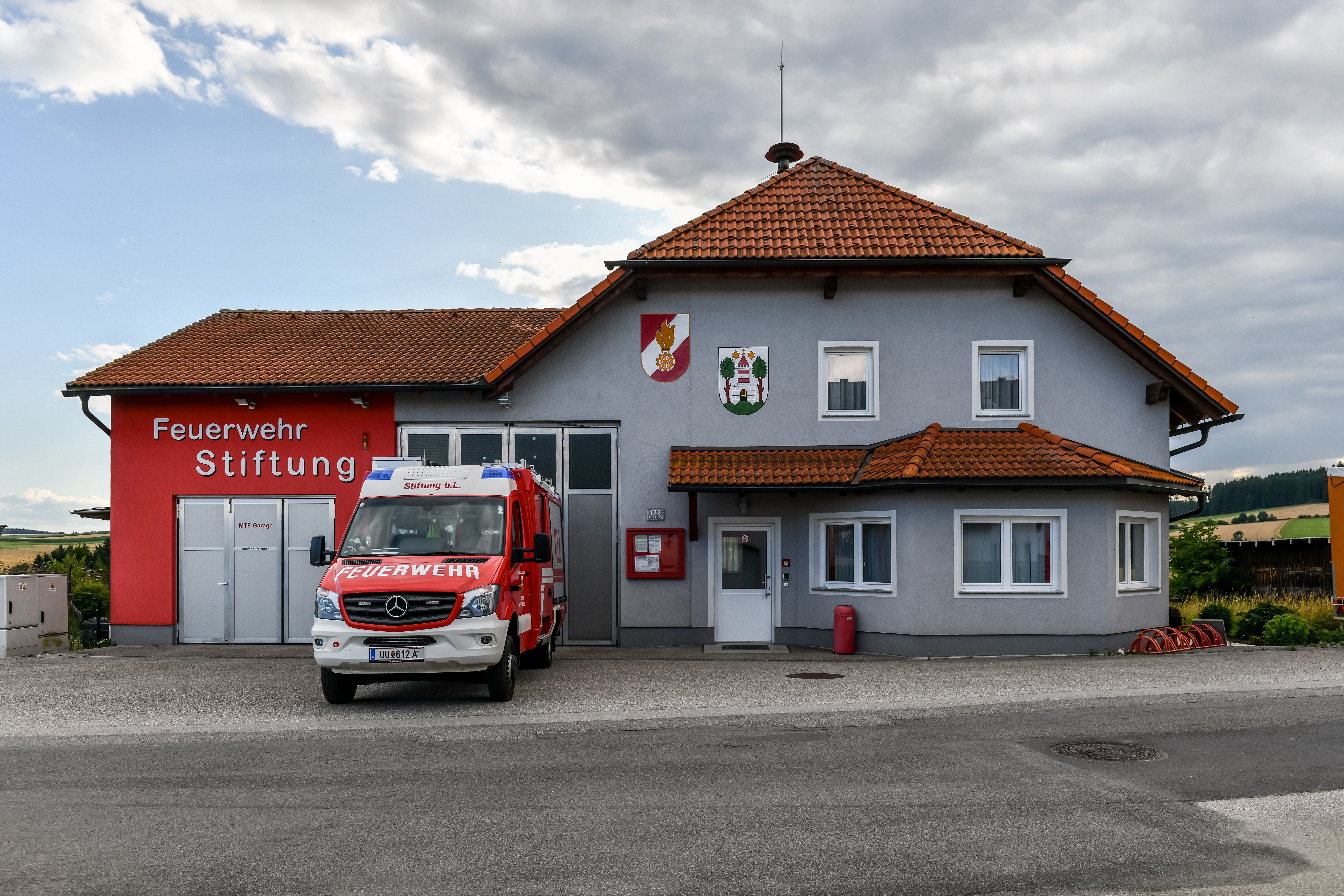
Feuerwehrhaus Stiftung (2023)

Das Feuerwehrhaus der Freiwilligen Feuerwehr Stiftung wurde von 2005 bis 2008 umgebaut und erweitert. Die Böhmerwald Straße (B 38) und die Leonfeldener Straße (B 126) führen durch die Katastralgemeinde.